# Симпатичното Муминско семейство (сериал, 1990)
„Симпатичното Муминско семейство“ (на японски: 楽しいムーミン一家; на фински: Muumilaakson tarinoita) е японско-финско-холандско-френско аниме, приключенски, семеен сериен филм от 1990 г. до 1992 г., на режисьори Хироши Саито и Риосуке Таканаши. Базиран е на поредица от книги и комикси за муминтроли на Туве Янсон. Премиерата на филма е на 12 април 1990 г. в Япония.

## Актьорски състав
- Минами Такаяма
- Акио Оцука
- Икуко Тани
- Мика Канай
- Такехито Коясу
- Рей Сакума
- Рюсей Накао
- Ясуюки Хирата
- Суми Симамото
- Рюдзо Исино
- Масато Яманоути
- Юко Кобаяси